# ورد منتن
ورد منتن أو ورد فارسي أصفر أو ورد نمساوي نحاسي (الاسم العلمي:Rosa foetida) هو نوع من النباتات يتبع جنس الورد من الفصيلة الوردية.